# RWS Noord-Brabant
RWS Noord-Brabant was tot april 2013 de regionale dienst van de Rijkswaterstaat, die werkte in de provincie Noord-Brabant. Met de reorganisatie van april 2013 is deze dienst samengevoegd met RWS Limburg tot de dienst RWS Zuid-Nederland (RWS ZN).

## RWS Zuid-Nederland
RWS Zuid-Nederland (RWS ZN) is vanaf april 2013 de regionale dienst van de Rijkswaterstaat in Noord-Brabant en Limburg. Het beheersgebied omvat het landelijk hoofdwegennet en het water- en scheepvaartbeheer op het hoofdvaarwegennet in deze provincies. Hieronder vallen de Maas en de kanalen Julianakanaal, Zuid-Willemsvaart, Máximakanaal, het Kanaal Wessem-Nederweert, de Noordervaart en het Wilhelminakanaal.
De dienst voert het beleid van Rijkswaterstaat uit in de eigen regio en is aanspreekpunt voor regionale overheden voor alle Rijkswaterstaatsaangelegenheden.

## Geschiedenis van de organisatie
In de geschiedenis zijn er fusies en splitsingen van Rijkswaterstaatsdiensten geweest; voor de dienst in Noord-Brabant gebeurde dat voor het eerst in april 2013. In de periode van het Franse Keizerrijk behoorde de waterstaatsorganisatie in het departement des Bouches du Rhin niet tot de 16e inspectie van de Service des Ponts et Chaussées de France, waartoe de departementen boven de grote rivieren behoorden.
Vanaf 1803 heetten die diensten districten, vanaf 1903 werd gesproken van "directie". Sinds 1 oktober 2004 is het een dienst, die samengesteld is uit een aantal directies.
De verschillende namen voor de regionale waterstaatsdienst in Noord-Brabant sedert de oprichting waren:
| Sinds:         | Naam van de organisatie                                                                                    | Gebied                   |
| -------------- | --- | ------------------------ |
| 1 mei 1808     | 8e district: Van de Grebbe over Utrecht naar Gorinchem tot Dordrecht enz. en geheel Brabant tot Grave enz. |                          |
| 1 april 1811   | departement des Bouches du Rhin                                                                            |                          |
| 6 mei 1814     | 4e (provisionele) district                                                                                 |                          |
| 1 januari 1817 | 4e district: Noord-Brabant                                                                                 |                          |
| 1 april 1849   | 6e district: Noord-Brabant                                                                                 |                          |
| 1 juli 1903    | 7e directie: Noord-Brabant                                                                                 |                          |
| 1 mei 1918     | directie Noord-Brabant                                                                                     |                          |
| 1 oktober 2004 | RWS Noord-Brabant                                                                                          |                          |
| 1 april 2013   | RWS Zuid-Nederland                                                                                         | Noord-Brabant en Limburg |